# 조 바이든 행정부
조 바이든의 제46대 미국 대통령 임기는 2021년 1월 20일 취임과 동시에 시작되었다. 이전에 버락 오바마 행정부에서 부통령을 지낸 델라웨어 출신 민주당원 바이든은 2020년 대선에서 도널드 트럼프를 이기고 집권했다. 그는 최초의 여성, 최초의 아프리카계 미국인, 최초의 아시아계 미국인 부통령인 카멀라 해리스와 함께 취임했다. 바이든은 코로나19 범유행, 경제 위기, 정치 양극화 심화 속에서 미국 대통령직을 수행하게 되었다.
바이든은 대통령 임기 첫 날 미국의 파리 협정 탈퇴를 철회하고 키스톤 XL 송유관 허가를 취소함으로써 트럼프 대통령의 에너지 정책을 되돌리려 했다. 바이든은 또한 멕시코 국경 장벽을 확장한 트럼프 국경 장벽에 들어가는 자금 공급을 중단했다. 둘째 날 바이든은 1950년 국방물자생산법 발동을 포함해 코로나19의 여파를 줄이려는 일련의 행정명령을 내렸고, 임기 첫 100일에 미국에서 코로나19 예방접종 1억회를 달성하겠다는 초기 목표를 세웠다. 미국 내에선 바이든을 탄핵하려는 움직임이 있지만, 이 움직임은 의회의 광범위한 지지를 받지 못하고 있다.
바이든은 대통령 임기 초반에 이라크에 있는 미국 목표물에 로켓 공격을 가하려는 목적으로 이란 민병대가 점유하고 있는 시리아 건물을 향한 보복 공습을 명령하였다. 2021년 3월 11일, 바이든은 1조 9천억 달러 규모의 경기 부양 법안인 2021년 미국구조계획법(American Rescue Plan Act of 2021)법안에 서명했다. 바이든은 또한 인프라, 제조, 연구 개발, 기후 변화 완화, 사회 안전망 확장을 목적으로 한 자금 증가를 포함하는 더 나은 건설 계획이라는 투자를 제안하였다.

## 2020년 선거

2020년 대선 결과

2020년 51.3% 득표율을 통해서 당선되었다.

## 전환기 및 취임
2021년 1월 20일부터 임기를 시작하였다.

## 행정부

### 내각의 주요 인사[1]
| 관직명              | 사진   | 이름                  | 재임 기간     | 비고                        |
| 행정부              | 행정부 | 행정부                | 행정부        | 행정부                      |
| ------------------- | ------ | --------------------- | ------------- | --------------------------- |
| 대통령              |        | 조 바이든             | 2021년~2025년 | 미국의 46대 부통령          |
| 부통령              |        | 카멀라 해리스         | 2021년~2025년 | 미국 캘리포니아 주 상원의원 |
| 국무부 장관         |        | 앤터니 블링컨         | 2021년~2025년 |                             |
| 재무부 장관         |        | 재닛 옐런             | 2021년~2025년 |                             |
| 국방부 장관         |        | 로이드 오스틴         | 2021년~2025년 |                             |
| 법무부 장관         |        | 메릭 갈랜드           | 2021년~2025년 |                             |
| 내무부 장관         |        | 데브 할런드           | 2021년~2025년 |                             |
| 농무부 장관         |        | 톰 빌색               | 2021년~2025년 |                             |
| 상무부 장관         |        | 지나 러몬도           | 2021년~2025년 |                             |
| 노동부 장관         |        | 줄리 수               | 2021년~2025년 |                             |
| 보건복지부 장관     |        | 하비에르 베세라       | 2021년~2025년 |                             |
| 주택도시개발부 장관 |        | 아드리엔느 토드먼     | 2021년~2025년 |                             |
| 교통부 장관         |        | 피트 부티지지         | 2021년~2025년 |                             |
| 에너지부 장관       |        | 제니퍼 그랜홈         | 2021년~2025년 |                             |
| 교육부 장관         |        | 미겔 카르도나         | 2021년~2025년 |                             |
| 보훈부 장관         |        | 데니스 맥더너프       | 2021년~2025년 |                             |
| 국토안보부 장관     |        | 알레한드로 마요르카스 | 2021년~2025년 |                             |
| 대통령실            |        |                       |               |                             |
| 대통령 비서실장     |        | 론 클레인             | 2021년~2023년 |                             |
| 대통령 비서실장     |        | 제프 자이언츠         | 2023년~2025년 |                             |
| 환경보호국장        |        | 마이클 리건           | 2021년~2025년 |                             |
| 행정관리예산국장    |        | 샬란다 영             | 2021년~2025년 |                             |
| 무역대표부 대표     |        | 캐서린 타이           | 2021년~2025년 |                             |
| 유엔 주재 대사      |        | 린다 토머스그린필드   | 2021년~2025년 |                             |